# 내일도 칸타빌레
《내일도 칸타빌레》는 KBS 2TV에서 2014년 10월 13일부터 2014년 12월 2일까지 방송된 월화 미니시리즈이다.
이 드라마는 일본의 여성 만화잡지인 《Kiss》(고단샤)에 2001년부터 연재된 고전 시대 음악을 소재로 한 니노미야 도모코의 만화 《노다메 칸타빌레》(のだめカンタービレ 노다메칸타비레[*], Nodame Cantabile)를 극화한 국내 제작 드라마로 기획한 것이다. 주요 출연진에 대한 캐스팅이 완료된 직후 대본 리딩을 하고 2014년 9월 10일 본격적인 촬영에 들어갔다.
원작 드라마는 클래식 음악이라는 독특한 소재, 열등생들의 성장스토리, 배우들의 안정된 연기력이 잘 어우러졌고 세계 각국으로 수출되기까지 하며 대호평을 받은 반면, 한국판은 여주인공 설내일 역을 맡은 심은경의 원작과 동떨어진 연기력으로 초반부터 논란이 일었고 드라마 자체도 지상파 드라마의 문제적 단골소재인 뻔한 삼각관계와 원작과 정반대로 흘러가는 전개, 캐릭터 설정과는 전혀 딴판인 세트장 구성 등으로 참패했다.
여담으로 초기 제목은 <칸타빌레 로망스>였고 여자 주인공의 이름 역시 '노다메'를 한국식으로 변형한 '노다미'였으나 여자 주인공 이름이 꼭 들어갔으면 좋겠다는 일본 제작사의 제안을 받아들인 후 지금의 타이틀로 변경된 것이며 백윤식 (프란츠 슈트레제만 역)은 2003년 같은 채널 《장희빈》이후 타 채널 정극에서만 활동해 왔다가 해당 작품으로 KBS 복귀를 했지만 그 이후 또다시 KBS에서의 활동이 뜸해졌다.

## 줄거리
클래식에 대한 꿈을 키워가며 열정을 불태우는 열혈 청춘들의 사랑과 빛나는 성장 이야기를 그린 뮤지컬 로코 드라마.

## 등장인물

### 주요 인물
- 주원 : 차유진 역 (원작 치아키 신이치)
  - 최권수 - 어린 차유진 역

외모, 집안, 재능을 갖춘 엄친아로 지휘자를 꿈꾸지만 어릴 적 트라우마로 인해 유학을 가지 못하는 피아노과 4학년 음대생.
- 심은경 : 설내일 역 (원작 노다 메구미)

차유진 옆집에 살면서 방 청소도 안하고 잘 씻지도 않는 기이한 성격이지만 천재적인 능력을 가진 피아노과 2학년 음대생이자 오케스트라 마스코트걸.

### A 오케스트라
- 박보검 : 이윤후 역 (원작 키쿠치 토오루)

수려한 외모와 천재적인 실력을 가지고 있는 재미교포이자 줄리어드 음대 출신의 첼로 전공자. 하지만 너무 무리를 한 나머지 손가락에 장애가 생겼고 이후 잠시 휴식차 한국을 방문했다가 우연히 만난 설내일의 묘한 매력에 빠져들었고 차유진과는 음악적으로도 라이벌 관계가 형성되기 시작했다.
- 배민정 : 정시원 역 (원작 미키 키요라)

자신의 바이올린에 자부심이 강하고, 매사 자존심이 높은 엘리트녀인 한음오케스트라의 콘서트미스트리스
- 이주형 : 구선재 역 (원작 쿠로키 야스노리)

실력은 빼어나지만 지나치게 정직한 소리라는 평가를 받으며 차유진과 대립하는 한음 오케스트라의 오보에 수석
- 백서빈 : 한승오 역 (원작 오코치 마모루)

지휘과 넘버원이지만 차유진보다 인기가 뒤쳐지는 것에 열등감을 느끼고 짝사랑하는 채도경이 차유진을 좋아하자 질투심에 불타오르는 등 사사건건 차유진을 의식하며 호시탐탐 기회를 엿보는 음대생.
- 아연 : 손수지 역 (원작 손 루이)

파리 유학생이자 설내일 라이벌 피아니스트
- 조윤우 : 이재용 역

트럼펫을 연주하는 부잣집 아들이지만 차유진과 S 오케스트라 때문에 자존심에 큰 상처를 입고 타도 차유진! 타도 S오케스트라를 부르짖으며 차유진을 질투하는 귀여운 악동.

### S 오케스트라
- 고경표 : 유일락 역 (원작 미네 류타로)

자칭 '클래식계의 G드래곤'으로 눈에 띄는 걸 좋아하여 스타 기질이 다분하다 보니 바이올린을 전공하면서도 정작 클래식은 자기와 맞지 않는다며 전자 바이올린에 심취했다가, 언제 그랬느냐는 듯 다시 "오직 클래식"을 외치는 바람에 도무지 종잡을 수 없지만 그렇게 갈팡질팡하면서도 자신의 정체성을 찾아간다.
- 도희 : 최민희 역 (원작 사쿠 사쿠라)

작은 몸과 다르게 거식가로, 학비와 생활비를 마련하느라 아르바이트와 음악을 병행하는 것이 힘들어 그만 두려고 했지만 주위의 도움으로 음악에 전념할 수 있게 된 움직이는 콘트라베이스 관현악과 음대생.
- 장세현 : 마수민 역 (원작 오쿠야마 마쓰미)

곱슬머리에 1970년대의 복고풍 패션을 추구하는 등 괴짜같지만 의외의 귀여움과 독특함이 공존하며 차유진을 좋아하는 동성애적 성향을 가졌다 보니 유진에게서 떨어지지 않으려고 하는 설내일을 가차없이 응징하는 설내일의 천적으로서 팀파니 등 타악기에 재능이 있는 관현악과 음대생.
- 정성아 : 이단야 역

비올라 전공자이자 차유진이 이끄는 오케스트라의 단원.

### 한음 음대
- 백윤식 - 프란츠 슈트레제만 역 (원작 프란츠 폰 슈트레제만)

세계적인 오케스트라 마에스트로이지만 '변태에로 영감'으로 불리는 차유진의 스승.
- 이병준 : 도강재 역 (원작 에토 코조)

엘리트만 특별히 가르치는 음대 피아노과의 유능한 교수지만 피아노과 학생 차유진과 처음부터 각을 세우고 설내일과도 수업 방식을 가지고 갈등을 보이는 등 학생들을 자기 멋대로 다루다 뒤늦게 자신의 잘못을 깨닫고 진정한 사도의 길을 걷는다.
- 예지원 : 송미나 역 (원작 모모다이라 미나코)

피아니스트 출신의 한음 음대 학장이자 차유진 엄마의 친구
- 안길강 : 유원상 역 (원작 미네 타츠미)

유일락의 부친이자, 한음음대 앞 학생들 단골 식당의 주인
- 남궁연 : 안건성 역 (원작 타니오카 하지메)

한음음대 피아노과 떨거지 교수이자 송미나의 조력자
- 방은희 : 내일모 역 (원작 노다 요코)

설내일의 엄마로 제주도 출신의 해녀
- 요엘 레비[10] - 세바스티아노 비에라 역[11]

차유진에게 세계적인 지휘자로서의 꿈을 갖게 하는 멘토.
- 한민 : 장우성 역

S 오케스트라 클라리넷 연주자로 최민희를 좋아한다.

### 그 외 인물
- 김유미 : 채도경 역 (원작 타가야 사이코)

타고난 미모에 집안, 재력까지 갖춘 이른바 '음대 퀸카'이지만, 첫 사랑 상대인 차유진이 음악을 향한 자신의 꿈을 제대로 펼치지 못한 채 방황하자 그에게 절교를 선언하고 나서야 그를 진정 사랑했음을 뒤늦게 깨닫는다.
- 이아현 : 양선영 역 (원작 미요시 세이코)

차유진의 엄마이자 송미나의 오랜 친구이며 집안에서 운영하는 문화재단에 이사로 재직하는 한음음대 근처 카페 주인
- 정보석 : 차동우 역(원작 치아키 마사유키)

차유진의 아버지이자 완벽주의자이며 세계적인 피아니스트
- 진혜경

### 특별출연
- 김지숙 : 한음 음대 이사장 역
- 선우재덕 : 차유진의 외삼촌 역

## 수상 경력
- 2014년 KBS 연기대상 인기상 : 주원

## 오케스트라 연주곡
- 드보르작, 신세계교향곡 4악장 (1회)

## 드라마 삽입곡
| 1회 - 00:04 모차르트 - 디베르티멘토 1악장 '잘츠부르크 교향곡 1번' (Mozart - Divertimento in D major, K.136, "Salzburg Symphony No. 1":1.Allegro) - 00:48 01:13 라벨 - 라발스 M.72 (Ravel - La Valse M.72) - 02:17 베토벤 - 교향곡 3번 '영웅' 1악장 (Beethoven - Symphony No. 3 in E flat major, Op. 55 "Eroica" - I. Allegro con Brio) - 02:37 아르방 - 판타지 브릴란테 (Arban - Fantaisie Brillante) - 04:13 그리그 - 피아노 협주곡 Op.16 1악장 (Grieg - Piano Concerton in A minor, Op.16 - I. Allegro Molto Moderato) - 06:53 13:16 프란츠 리스트 - 사랑의 꿈 3번 (Liszt - Liebestraum No. 3 in A flat major, S. 541, NO.3) - 차이코프스키 - 교향곡 제6번 '비창' 1악장 (Tchaikovsky - Symphony No. 6 in B minor, Op 74 "Pathetique" - I. Adagio - Allegro non troppo) - 10:32 베르디 - 레퀴엠 중 진노의 날 (Verdi - Requiem, Dies irae) - 12:02 차이코프스키 - 호두까기 인형 '사탕인형의 춤' (Tchaikovsky -The Nutcracker 'Dance of the Sugar Plum Fairy') - 15:38 생상스 - 동물의 사육제 '수족관' (Saint-Saens - Carnival Of Animals 'Aquarium') - 18:59 차이코프스키 - 호두까기 인형 '러시아 춤(트레팍' (Tchaikovsky - The Nutcracker 'Russian Dance(trepak)') - 23:26 구노 - 미레이유 'overture' (Gounod - Mireille 'Overture') - 23:69 44:22 48:54 베토벤 - 바이올린 소나타 제5번 바장조 '봄' (Beethoven - Violin Sonata No. 5 in F major, Op. 24 'Spring') - 32:34 드보르작 - 교향곡 제9번 '신세계로부터' 4악장 (Dvorak - Symphony No. 9 "From The New World" In E minor, Op.95, B.178 - IV. Allegro con fuoco) - 34:59 브람스 - 헝가리 무곡 제5번 (Brahms - Hungarian Dance No. 5 in G minor) - 40:17 49:53 53:25 모차르트 - 2대의 피아노를 위한 소나타 K. 448 1악장 (Mozart - Piano Sonata for Two Pianos in D major, K.448 - I. Allegro con spirito) - 44:50 차이코프스키 - 현을 위한 세레나데 (Tchaikovsky - Waltz from Serenade for strings in C major OP.48) - 51:04 쇼팽 - 발라드 4번 (Chopin - Ballade No. 4 in F minor, Op. 52) - 57:39 멜로디데이, ‘listen to my heart’+ 고정 | 2회 - 모짜르트 - 2대의 피아노를 위한 소나타 라장조 1악장 (Sonata For 2 Pianos in D major K.448 - I. Allegro Con Spirito) - 모짜르트 - 피가로의 결혼 - 서곡 (Le Nozze Di Figaro K.492 - Overture) - 베르디 - 라 트라비아타 1막 - 축배의 노래 (La Traviata Act.I - Libiamo Ne'lieti Calici 'Brindisi') - 조르주 비제 - 카르멘 - 사랑은 반항하는 새랍니다 '하바네라' (Carmen - L'amour Est Un Oiseau Rebelle 'Habanera') - 요한 슈트라우스 2세 - 박쥐 서곡 (J.Strauss II : Die Fledermaus - Overture) - 베토벤 - 교향곡 5번 다단조 작품번호 67 운명 (Symphony No. 5 in C minor Op. 67 'Fate' - I. Allegro Com Brio) - 말러 (Gustav Mahler) - Symphony No. 2 in C minor 'Resurrection' - V. Im Tempo Des Scherzos. Wild Herausfahrend - Langsam Misterioso - 생상스 - 동물의 사육제 모음곡 - 7번. 수족관(The Carnival Of Animals Suite - VII. Aquarium) - 차이코프스키 - 현을 위한 세레나데 다장조 작품번호 48 - 2악장 (Tchaikovsky : Serenade For Strings in C major Op. 48 - II. Walzer. Moderato Tempo Di Valse) - 브람스 - 헝가리 무곡 5번 사단조 (Hungarian Dance No. 5 In G minor WoO.1 Orchestrated By Martin Schmeling) - 드보르작 - 교향곡 9번 마단조 작품번호 95 '신세계로부터' - 4악장 (Symphony No. 9 in E minor Op.95 'From The New World' - IV. Allegro Con Fuoco) - 니콜라이 림스키코르사코프 - 술탄 황제의 이야기 : 왕벌의 비행 (The Tale Of Tsar Saltan - The Flight Of The Bumble-Bee) - 마스네 - 타이스의 명상곡 (Massenet : Meditation From Thais - 베토벤 - 바이올린 소나타 5번 바장조 작품번호 24'봄' - 1악장 (Violin Sonata No. 5 in F major Op. 24 'Spring' - I. Allegro) - 베르디 - 운명의 힘 : 서곡 (La Forza Del Destino - Overture Sinfonia) - 차이코프스키 - Nutcracker Suite, Op. 71A - Russian Dance (Trepak) - 쇼팽 - 발라드 4번 바단조 작품번호 52 (Chopin : Ballade No.4 in F minor Op.52) - 프란츠 리스트 - 야상곡 3번 내림가장조 작품번호 62-1 '사랑의 꿈' (Nocturne No.3 in A flat major Op. 62-1 S.541 'Liebestraum') - 베르디 - Messa Da Requiem - 2. Dies Irae - 차이코프스키 - Nutcracker Suite Op. 71A - Dance Of The Sugar-Plum Fairy |

## 드라마 촬영지
- 마임비전빌리지
- KBS 교향악단 연습실[12]
- 오스트리아 빈, 잘츠부르크

## 시청률
최저 시청률과 최고 시청률은 시청률 조사회사와 지역별로 시청률에 차이가 있을 수 있습니다.
| 2014년      | 2014년      | 2014년         | 2014년       | 2014년         | 2014년       |
| 회차        | 방송일      | TNmS 시청률    | TNmS 시청률  | AGB 시청률     | AGB 시청률   |
| 회차        | 방송일      | 대한민국(전국) | 서울(수도권) | 대한민국(전국) | 서울(수도권) |
| ----------- | ----------- | -------------- | ------------ | -------------- | ------------ |
| 제1회       | 10월 13일   | 7.7%           | 9.8%         | 8.5%           | 9.5%         |
| 제2회       | 10월 14일   | 6.9%           | 8.4%         | 7.4%           | 8.0%         |
| 제3회       | 10월 20일   | 7.5%           | 8.0%         | 5.8%           | 6.7%         |
| 제4회       | 10월 21일   | 5.2%           | 5.3%         | 6.1%           | 6.9%         |
| 제5회       | 10월 27일   | 6.9%           | 7.4%         | 6.7%           | 7.7%         |
| 제6회       | 10월 28일   | 6.0%           | 6.8%         | 6.6%           | 7.2%         |
| 제7회       | 11월 3일    | 6.0%           | 6.7%         | 5.2%           | 5.9%         |
| 제8회       | 11월 4일    | 5.9%           | 6.6%         | 5.7%           | 6.1%         |
| 제9회       | 11월 10일   | 4.8%           | 5.1%         | 5.8%           | 6.3%         |
| 제10회      | 11월 11일   | 5.2%           | 6.2%         | 5.6%           | 6.1%         |
| 제11회      | 11월 17일   | 4.3%           | 5.3%         | 5.0%           | 5.5%         |
| 제12회      | 11월 18일   | 5.9%           | 6.7%         | 6.0%           | 6.7%         |
| 제13회      | 11월 24일   | 4.0%           | 5.0%         | 4.9%           | 5.2%         |
| 제14회      | 11월 25일   | 5.0%           | 5.4%         | 5.8%           | 6.5%         |
| 제15회      | 12월 1일    | 4.1%           | 5.0%         | 4.8%           | 5.7%         |
| 제16회      | 12월 2일    | 4.8%           | 5.2%         | 4.9%           | 5.4%         |
| 평균 시청률 | 평균 시청률 | 5.6%           | 6.4%         | 5.9%           | 6.6%         |

## 논란

### KBS측의 국내 제작 드라마 편성
주원의 ‘노다메 칸타빌레’ 출연을 확정했다는 소식과 본방송 시점이 10월 방송 예정이라고 함께 알려졌지만, KBS 드라마본부의 곽기원 기획 팀장의 인터뷰에서, “캐스팅이 어떻게 진행되고 있는지 잘 모르겠지만, 해외 원작 그대로 극화한 점에 착안하여, 국내 정서에 맞지 않다는 이유로, 드라마 편성을 잠시 보류한 적이 있었다”며 특히 “방송 예정이 아니다"라고 하면서 "드라마 편성이 최종적으로 확정하기 위해선, 본방송 내용을 먼저 검토를 해보고, 시청자 정서에 미칠 파급력을 먼저 고려한 후에, 프로그램 기획 회의를 먼저 통과해야 하는데 ′노다메 칸타빌레′가 통과하지 못했다”고 해명했다.
윤아가 캐스팅 고사를 했다는 사실이 드러나고 나서 캐스팅에 대한 논란이 있었던 7월 16일 연합뉴스는 KBS 드라마본부의 곽기원 기획 팀장의 발언을 인용하여 "아직 편성도, 연출도 확정되지 않았다"라고 보도하였다.

### 노다메 역 캐스팅
노다메 역을 제안받은 심은경이 영화 촬영 일정 때문에 노다메 역을 고사하고 나서 윤아가 유력하다고 알려지자 연출자가 "윤아가 최종 확정이 아니며 '노다메 칸타빌레'의 원작자가 원하는 노다 메구미는 우에노 주리와 100% 일치하는 인물이다. 우리 쪽에서 여주인공을 캐스팅하더라도 원작자가 '노(NO)'라고 하면 어쩔 수 없다"라고 말하여 논란이 있었지만 원작자 니노미야 토모코가 "캐스팅에 관여하지 않는다" 고 밝혀 캐스팅이 확정되는 듯 했으나, 윤아가 노다메 역에 스스로의 의지가 컸을 뿐만 아니라 제작사도 캐스팅에 대하여 "최고의 자부심을 안고 있다"라고 말하기도 했음에도 불구하고 논란이 잇따르자 노다메 역을 고사한다고 밝혔다.
이후 천우희, 이하나, 하연수 등을 노다메 역으로 제안을 하는 의견이 있었지만 해당 배우 소속사 측에서 "제안이 없었고 설령 제안이 있어도 하지 않을 것"이라고 하여 다시 심은경이 물망에 올랐으나 "영화 촬영이 미루어지지 않는 이상 할 계획이 없다"라고 했지만 이내 영화제작사와 드라마가 종영하는 12월 이후에 영화 촬영을 하기로 합의하여 드라마 제작사와 심은경 측이 다시 캐스팅 조율에 들어갔다.
이 과정에서 제작사와 심은경 측이 확정발표를 두고 혼선이 있었지만 이내 확정된 사실을 밝혔다.

## 동일 소재 드라마
- 베토벤 바이러스 (MBC 수목 미니시리즈 - 2008년 하반기 방영작)

## 동시간대 드라마
- MBC 월화드라마

《야경꾼 일지》 : 2014년 8월 4일 ~ 2014년 10월 21일
《오만과 편견》 : 2014년 10월 27일 ~ 2015년 1월 13일
- SBS 월화드라마

《비밀의 문: 의궤 살인 사건》 : 2014년 9월 22일 ~ 2014년 12월 9일